# 2017年亞洲冬季運動會高山滑雪比賽
2017年亞洲冬季運動會高山滑雪比賽於2月22日至25日在日本札幌手稻滑雪場舉行。總共四個項目：男女子曲道和大曲道。

## 獎牌榜
| 排名 | 国家／地区 | 金牌 | 银牌 | 铜牌 | 總數 |
| ---- | ---------- | ---- | ---- | ---- | ---- |
| 1    | 日本       | 3    | 2    | 2    | 7    |
| 2    | 韩国       | 1    | 2    | 2    | 5    |
| 总计 | 总计       | 4    | 4    | 4    | 12   |

## 獎牌得主
| 項目       | 金牌                     | 银牌                 | 铜牌                   |  |  |  |
| 男子大曲道 | 小山阳平 · 日本（JPN）   | 金鉉泰 · 韩国（KOR） | 成田秀将 · 日本（JPN） |  |  |  |
| 男子曲道   | 郑东铉 · 韩国（KOR）     | 金鉉泰 · 韩国（KOR） | 成田秀将 · 日本（JPN） |  |  |  |
|            |                          |                      |                        |  |  |  |
| 女子大曲道 | 长谷川绘美 · 日本（JPN） | 安藤麻 · 日本（JPN） | 姜英署 · 韩国（KOR）*  |  |  |  |
| 女子曲道   | 长谷川绘美 · 日本（JPN） | 安藤麻 · 日本（JPN） | 姜英署 · 韩国（KOR）   |  |  |  |

* 根据亚洲奥林匹克理事会的规定，一个代表团不能在单届亚洲冬季运动会的同一个小项上包揽全部三枚奖牌，因此韩国选手姜英署虽在女子大曲道项目上仅次于四名日本选手排名第五，仍获得一枚铜牌。

## 參賽代表團
總共有19個代表團派員參賽。澳洲為受邀國家，不會頒發獎牌。
- （2）
- 中国（11）
- 中华台北（3）
- 印度（9）
- 伊朗（4）
- 日本（8）
- 约旦（2）
- （4）
- （4）
- 黎巴嫩（4）
- 马来西亚（2）
- 蒙古（4）
- 尼泊尔（2）
- 巴基斯坦（8）
- 韩国（10）
- 斯里兰卡（1）
- （4）
- 泰国（1）
- 东帝汶（1）
- 越南（3）